# Simon-Jérôme Bourlet de Vauxcelles
Pour les articles homonymes, voir Bourlet et Vauxcelles.
Simon-Jérôme Bourlet, abbé de Vauxcelles (1733-1802) est un religieux français et journaliste sous la Révolution.

## Biographie
Né à Versailles, il est le fils cadet de Simon Bourlet († 1766 Sens) valet de chambre du roi et contrôleur des rentes de l'Hôtel de Ville, et de Charlotte Sophie Tortelliere. 
Il était prédicateur du roi, chanoine de Noyon, lecteur du comte d'Artois, conservateur de la bibliothèque de l'Arsenal (1787), abbé de Massay. 
Il prêcha avec succès, et travailla au Mercure, au Journal de Paris et au Mémorial. Il avait pour amis Delille, Thomas, Laharpe. Comme d'autres, il fut victime de la politique répressive du Directoire envers les journalistes, et le décret des proscriptions du 28 nivôse an VII ordonna sa déportation à l'île d'Oléron. 
On a de lui quelques panégyriques et quelques oraisons funèbres, mais il est surtout connu par une édition des œuvres de Diderot et de Lettres de Mme de Sévigné, Paris, 1801, 10 volumes in-12°.
Il a participé à la relecture sous le rapport de la grammaire et de la typographie de la cinquième édition du Dictionnaire de l'Académie Française (1798).

## Œuvre
- Oraison funèbre de Louis XV [...] - A Paris : chez Saugrain, 1774 [Bibliothèque de la SHAS, Senlis] Numérisé.
- Eloge de Henri François Daguesseau, chancelier de France, Paris, Vve Brunet, 1760. Numérisé.
- Recueil des lettres de Madame de Sévigné..., 1801. Numérisé.